# Elaeocarpus miriensis
Elaeocarpus miriensis là một loài thực vật có hoa thuộc họ Elaeocarpaceae.
Loài này chỉ có ở Brunei.